# スペースX Crew-2
スペースX Crew-2はクルードラゴン宇宙機の2回目の実運用飛行であり、商業乗員輸送計画の3回目の全体的な有人軌道飛行である。このミッションは2021年4月23日の09:49:02 UTCに打ち上げられ、4月24日09:08 UTCに国際宇宙ステーションにドッキングした。
スペースX Crew-2はCrew Dragon Demo-2と同じカプセル（クルードラゴン・エンデバー）を使用し、スペースX Crew-1と同じファルコン9ブースター（B1061.1）を使用して打ち上げられた。

## クルー
2020年7月28日、JAXA、ESAおよびNASAは、このミッションで搭乗する宇宙飛行士の割り当てを承認した。

### 正クルー
| 地位                        | 宇宙飛行士                                                            | 宇宙飛行士                                                            |
| --------------------------- | --------------------------------------------------------------------- | --------------------------------------------------------------------- |
| 宇宙機コマンダー            | シェーン・キンブロー, NASA 第65次/第66次長期滞在 3回目の宇宙飛行      | シェーン・キンブロー, NASA 第65次/第66次長期滞在 3回目の宇宙飛行      |
| パイロット                  | K・メーガン・マッカーサー, NASA 第65次/第66次長期滞在 2回目の宇宙飛行 | K・メーガン・マッカーサー, NASA 第65次/第66次長期滞在 2回目の宇宙飛行 |
| 第1ミッションスペシャリスト | 星出彰彦, JAXA 第65次/第66次長期滞在 3回目の宇宙飛行                  | 星出彰彦, JAXA 第65次/第66次長期滞在 3回目の宇宙飛行                  |
| 第2ミッションスペシャリスト | トマ・ペスケ, ESA 第65次/第66次長期滞在 2回目の宇宙飛行               | トマ・ペスケ, ESA 第65次/第66次長期滞在 2回目の宇宙飛行               |

ドイツ人宇宙飛行士マティアス・マウラーがペスケのバックアップであり、日本人宇宙飛行士古川聡が星出のバックアップとして訓練を受けた。

### バックアップクルー
| 地位                        | 宇宙飛行士                | 宇宙飛行士                |
| --------------------------- | ------------------------- | ------------------------- |
| 宇宙機コマンダー            | 割り当てなし              | 割り当てなし              |
| パイロット                  | 割り当てなし              | 割り当てなし              |
| 第1ミッションスペシャリスト | 古川聡, JAXA              | 古川聡, JAXA              |
| 第2ミッションスペシャリスト | マティアス・マウラー, ESA | マティアス・マウラー, ESA |

## ミッション
商業乗員輸送計画の2回目のスペースXの実運用ミッションは2021年4月23日に打ち上げられた。クルードラゴン「エンデバー」（C206）はハーモニーモジュールの前方側ポートの国際ドッキングアダプタ（IDA）にドッキングしたこのミッションは、宇宙飛行士が使用済みのブースターロケットに搭乗した最初のミッションである。
メーガン・マッカーサーの初めてのISSへの訪問だったとは言え、全てのクルーはベテラン宇宙飛行士である（マッカーサーの最初の宇宙飛行はハッブル宇宙望遠鏡へのミッション、STS-125だった）。他の3人の乗組員とともに、メーガン・マッカーサーはこのミッションで夫のボブ・ベンケンがDemo-2ミッションで使用したのと同じスペースXクルードラゴン「エンデバー」の座席を使用している。星出彰彦はISS滞在中は2人目のISSコマンダーを努めることになる。これはトマ・ペスケが国際宇宙ステーションに向かう2回目のミッションであり、星や星座にちなんで宇宙ミッションに名前を付けると言うフランスの伝統に従って、地球に最も近い恒星系であるケンタウルス座アルファ星にちなんでアルファと呼ばれることになる。
スターライナーの打ち上げ準備のために、ISSのハーモニー前方側ポートにドッキングしていたクルードラゴン・エンデバーは2021年7月21日10:45 UTCにドッキングを解除し、11:36 UTCにハーモニーの天頂側ポートに再ドッキングした。
9月16日から18日（UTC）にかけて、CRS-23（C208）およびインスピレーション4（レジリエンス）とともに、3機のドラゴン宇宙機が同じ期間に宇宙空間に滞在した。

### 時系列
| ミッション経過時間 | 時刻        | 時刻     | 日付 (UTC)     | イベント                                                                                           |
| ミッション経過時間 | EDT         | UTC      | 日付 (UTC)     | イベント                                                                                           |
| ------------------ | ----------- | -------- | -------------- | -------------------------------------------------------------------------------------------------- |
| −6:40:00           | 11:09:00 PM | 03:09:00 | 2021年 4月23日 | クルー起床                                                                                         |
| −05:30:00          | 0:19:02 AM  | 04:19:02 | 2021年 4月23日 | CE 打ち上げ準備状況ブリーフィング                                                                  |
| −05:00:00          | 0:49:02 AM  | 04:49:02 | 2021年 4月23日 | 打ち上げ担当が席に                                                                                 |
| −04:59:59          | 0:49:03 AM  | 04:49:03 | 2021年 4月23日 | 打ち上げに向けてドラゴンのIMUを調整および設定                                                      |
| −04:30:00          | 1:19:02 AM  | 04:19:02 | 2021年 4月23日 | ドラゴンの推進剤に加圧                                                                             |
| −04:20:00          | 1:29:02 AM  | 04:29:02 | 2021年 4月23日 | クルーへの天候ブリーフィング                                                                       |
| −04:10:00          | 1:39:02 AM  | 05:39:02 | 2021年 4月23日 | クルー引き継ぎ                                                                                     |
| −04:00:00          | 1:49:02 AM  | 05:49:02 | 2021年 4月23日 | スーツの着用と点検                                                                                 |
| −03:20:00          | 2:29:02 AM  | 05:29:02 | 2021年 4月23日 | クルーがニール・アームストロング・オペレーション・アンド・チェックアウト・ビルディングから歩み出る |
| −03:15:00          | 2:34:02 AM  | 05:34:02 | 2021年 4月23日 | クルーが"RECYCLE"ライセンスプレートをつけたテスラ・モデルXで発射施設39A（LC-39）へ移動             |
| −02:55:00          | 2:54:02 AM  | 06:54:02 | 2021年 4月23日 | クルーが発射台に到着                                                                               |
| −02:35:00          | 3:14:02 AM  | 07:14:02 | 2021年 4月23日 | クルー乗り込み                                                                                     |
| −02:20:00          | 3:29:02 AM  | 07:29:02 | 2021年 4月23日 | 通信チェック                                                                                       |
| −02:15:00          | 3:34:02 AM  | 07:34:02 | 2021年 4月23日 | シートの回転準備を確認                                                                             |
| −02:14:00          | 3:35:02 AM  | 07:35:02 | 2021年 4月23日 | 宇宙服密閉確認                                                                                     |
| −01:55:00          | 3:54:02 AM  | 07:54:02 | 2021年 4月23日 | ハッチ閉鎖                                                                                         |
| −01:10:00          | 4:39:02 AM  | 08:39:02 | 2021年 4月23日 | ドラゴンにISSの状態をアップロード                                                                  |
| −00:45:00          | 5:04:02 AM  | 09:04:02 | 2021年 4月23日 | スペースX打ち上げディレクターが推進剤注入を確認                                                    |
| −00:42:00          | 5:07:02 AM  | 09:07:02 | 2021年 4月23日 | クルー搭乗アーム取り外し                                                                           |
| −00:38:00          | 5:11:02 AM  | 09:11:02 | 2021年 4月23日 | ドラゴンの打ち上げ脱出システムを作動可能に                                                         |
| −00:35:00          | 5:14:02 AM  | 09:14:02 | 2021年 4月23日 | RP-1（ロケット用ケロシン）注入開始；第1段LOX（液体酸素）注入開始                                   |
| −00:16:00          | 5:33:02 AM  | 09:33:02 | 2021年 4月23日 | 第2段LOX注入開始                                                                                   |
| −00:07:00          | 5:42:02 AM  | 09:42:02 | 2021年 4月23日 | 打ち上げに先立ってファルコン9がエンジン冷却開始                                                    |
| −00:05:00          | 5:44:02 AM  | 09:44:02 | 2021年 4月23日 | ドラゴンが内部電源に移行                                                                           |
| −00:01:00          | 5:48:02 AM  | 09:48:02 | 2021年 4月23日 | フライトコンピューターに最終の打ち上げ前チェックを指示；推進剤タンクを飛行用圧力人加圧開始         |
| −00:00:45          | 5:48:17 AM  | 09:48:17 | 2021年 4月23日 | スペースX打ち上げディレクターが打ち上げ進行を確認                                                  |
| −00:00:03          | 5:48:59 AM  | 09:48:59 | 2021年 4月23日 | エンジンコントロール担当がエンジン点火シーケンスの開始を指示                                       |
| 00:00:00           | 5:49:02 AM  | 09:49:02 | 2021年 4月23日 | 離昇                                                                                               |
| +00:01:02          | 5:50:04 AM  | 09:50:04 | 2021年 4月23日 | Max Q（ロケットの機械的ストレスが最大になる瞬間）                                                  |
| +00:02:36          | 5:51:38 AM  | 09:51:38 | 2021年 4月23日 | 第1段メインエンジン停止（MECO）                                                                    |
| +00:02:39          | 5:51:41 AM  | 09:51:41 | 2021年 4月23日 | 第1段と第2段分離                                                                                   |
| +00:02:47          | 5:51:49 AM  | 09:51:49 | 2021年 4月23日 | 第2段エンジン燃焼開始                                                                              |
| +00:07:27          | 5:56:29 AM  | 09:56:29 | 2021年 4月23日 | 第1段突入噴射                                                                                      |
| +00:08:47          | 5:57:49 AM  | 09:57:49 | 2021年 4月23日 | 第2段エンジン停止（SECO-1）                                                                        |
| +00:09:03          | 5:58:05 AM  | 09:58:05 | 2021年 4月23日 | 第1段着陸噴射                                                                                      |
| +00:09:30          | 5:58:32 AM  | 09:58:32 | 2021年 4月23日 | 第1段着陸                                                                                          |
| +00:11:58          | 6:01:00 AM  | 10:01:00 | 2021年 4月23日 | クルードラゴンが第2段から分離                                                                      |
| +00:13:02          | 6:02:04 AM  | 10:02:04 | 2021年 4月23日 | ドラゴンのノーズコーン展開シーケンス開始                                                           |
| +1/                | 3:31 AM     | 07:31    | 2021年 4月24日 | ドラゴンがISSへの最終アプローチフェイズを開始                                                      |
| +1/03:33           | 05:08 AM    | 09:08    | 2021年 4月24日 | ISSへ軟捕捉                                                                                        |
| +1/03:33           | 05:20 AM    | 09:20    | 2021年 4月24日 | ドラゴンがISSにドッキング                                                                          |
| +1/05:34           | 7:15 AM     | 11:15    | 2021年 4月24日 | ハッチ開放                                                                                         |

## ウェイクアップ・コール
NASAはジェミニ計画当時に宇宙飛行士に向けて音楽をかけると言う伝統を開始し、アポロ15号で初めて飛行中のクルーの目覚ましに音楽を使い始めた。それぞれの楽曲は、しばし宇宙飛行士の家族によって念入りに選ばれ、クルーのそれぞれにとって特別な意味のあるものであったり、日々の活動に適切なものだったりしている。
| 飛行日 | 楽曲                                                                                             | アーティスト                           | 誰のため     | リンク |
| ------ | ------------------------------------------------------------------------------------------------ | -------------------------------------- | ------------ | ------ |
| 2日目  | YouTubeアーティスト "Shittyflute" によるa-ha「テイク・オン・ミー」の調子っ外れでコミカルなカバー | a-ha (オリジナル) Shittyflute (カバー) | トマ・ペスケ |        |

## 帰還
天候の影響と、Crew-3乗組員1名の軽微な健康問題によるCrew-3の打ち上げ遅延の結果、NASAはCrew-3打ち上げの前にCrew-2の乗員の帰還を検討したが、これは宇宙ステーション乗組員の初めてのクルードラゴンでの間接的な引き継ぎとなる。その後、NASAはCrew-2の宇宙飛行士を、Crew-3の打ち上げ前にISSから帰還させることを決定した。クルードラゴンは2021年11月8日19:05 UTCにステーションとのドッキングを解除し、当初予定の大西洋ではなく、メキシコ湾に11月9日03:33 UTCに着水した。
なお、イプシロンロケット5号機は日本時間2021年11月9日9時51分に打ち上げを予定していたが、Crew-2の帰還に影響がないよう4分後の9時55分に変更された後、打ち上げられた。